# Bowery Electric
Bowery Electric est un groupe de post-rock américain, originaire de New York. Formé en 1993, le groupe compte trois albums studio — Bowery Electric (1995), Beat (1996) et Lushlife (2000) — avant de se séparer en 2000.

## Biographie
Lawrence Chandler et Martha Schwendener forment Bowery Electric à la fin 1993 et joue ensemble leur premier concert au Brownie's de New York en janvier 1994. Avec l'arrivée du batteur Michael Johngren, Bowery Electric quelques concerts à travers la côte Est américaine et enregistre un single avec Kramer, qui sera publié sur son label Hi-Fidelity.
À la fin 1994, très impressionné par leur premier single, Kranky Records les contacte. Leur premier album, éponyme, est enregistré avec Mike Deming au Studio .45 d'Hartford, dans le Connecticut, en janvier 1995. Bowery Electric est publié sur CD et vinyle à la mi-1995. Un article post-rock du critique Simon Reynolds en novembre 1995 sur The Wire place Bowery Electric en pole position du « post-rock distinctement américain. » Le groupe retourne au Studio .45 pour un deuxième album, aux côtés de l'ingénieur-son Rich Costley. Avec l'acquisition de samplers, les chansons du groupe se remplissent. L'album qui en résulte, Beat, fait participer un batteur sur quatre chansons sur dix avec de nombreux beats samplés.
En juillet 1997, Lawrence, Martha, et Wayne tourne au Royaume-Uni. Une session avec John Peel, enregistrée le 20 juillet, est diffusée sur la BBC Radio 1 le 7 août. Toujours en 1997, Vertigo, un album remix qui comprend des chansons de Beat, est publié chez Beggars Banquet Records. Vertigo est l'un des premiers albums de groupes indépendants du label qui comprend aussi Mark Clifford (Seefeel), Robert Hampson (Main), Colin Newman, Matt Elliot (Third Eye Foundation), John Roome (Witchman), Jon Tye (Lo Recordings) et autres.
Lushlife est publié chez Beggars Banquet Records au début de 2000. Ils effectuent une tournée en Europe, en Amérique du Nord, et en Amérique du Sud. Les derniers concerts du groupe se font au Endfest 2000 à Seattle, suivis par une apparition au Knitting Factory de New York. Le duo ne jouera ensuite plus sous le nom de Bowery Electric.